# ألفرد روسيل
ألفرد روسيل هو سياسي كندي، ولد في 12 يناير 1921 في كندا، وتوفي في 8 نوفمبر 2015 في كندا. حزبياً، نشط في الجمعية الليبرالية لنيو برونزويك ‏. وقد انتخب عضو الجمعية التشريعية لنيو برونزويك ‏.